# Kojima Masajirō

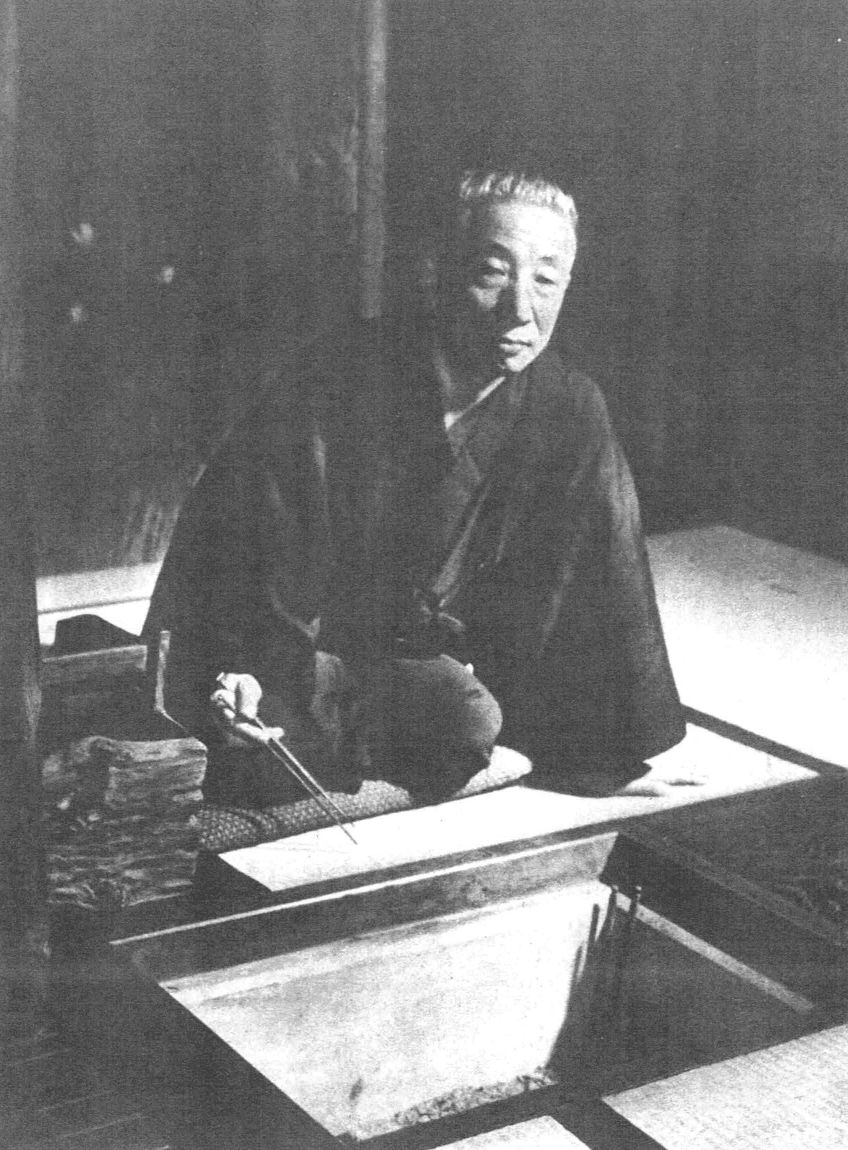
Kojima Masajirō (1954)

Kojima Masajirō (jap. 小島 政二郎; * 31. Januar 1894 in der Präfektur Tokio; † 24. März 1994 in Kamakura) war ein japanischer Schriftsteller.

## Leben
Kojima studierte an der Keiō-Universität, wo er sich mit Autoren der Edo-Zeit wie Nagai Kafū und Mori Ōgai und europäischer Literatur beschäftigte und Erzählungen als Beiträge für die Literaturzeitschrift Mita Bungaku verfasste. Nach dem Abschluss des Studiums 1918 wurde er Mitarbeiter von Suzuki Miekichis Zeitschrift Akai Tori, in der er Erzählungen für Kinder veröffentlichte.
Mit den Erzählungen Ichimae Kanban und Ie etablierte sich Kojima in Japan als Schriftsteller. Mit der Erzählung Ganchū no Hito (眼中の人) erlangte er die Anerkennung der Autoren Kikuchi Kan und Natsume Sōseki. Nach dem Zweiten Weltkrieg trat Kojima mit einer Reihe biographischer Werke hervor, darunter Ōgai, Kafū, Mantarō über Mori Ōgai, Nagai Kafū und Kubota Mantarō. Er starb 1994 im Alter von über einhundert Jahren in Kamakura.

## Werke
- Ichimae Kamban (一枚看板)
- Ie (家)
- Midori no Kishi (緑の騎士)
- Kaisō (海燕)
- Hitozuma Tsubaki (人妻椿)
- Taifū no Me no yō na (颱風の目のやうな)
- Ōgai, Kafu, Mantarō (鴎外荷風万太郎)
- Enchō (円朝)